# Jean-Jacques Goldman

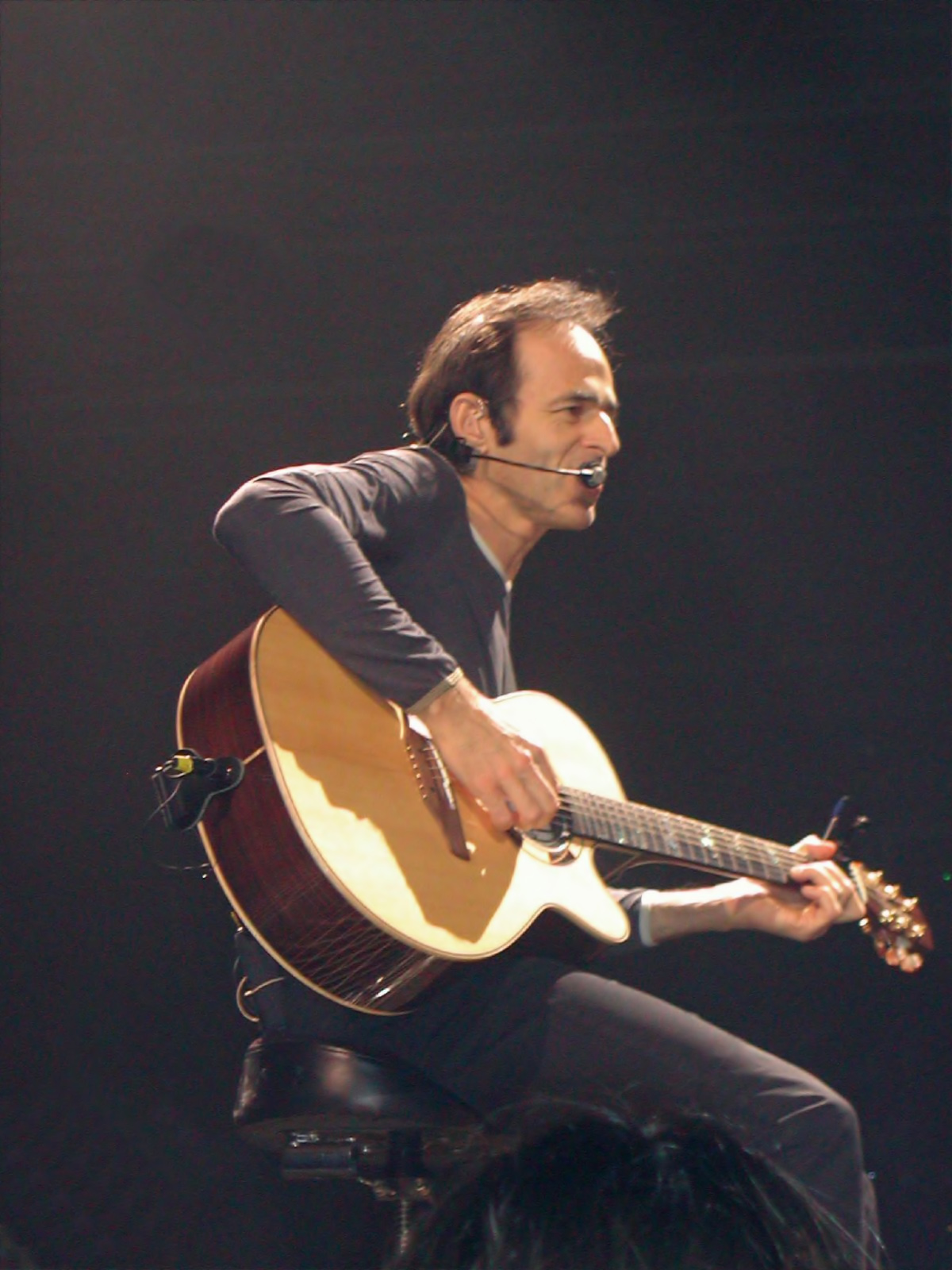
Jean-Jacques Goldman på scen 2002.

Jean-Jacques Goldman, född 11 oktober 1951 i Paris, är en fransk sångare och låtskrivare. 2013 hade han sålt över 28 miljoner skivor, vilket gör honom till Frankrikes tredje bäst säljande artist, efter Johnny Hallyday och Michel Sardou. Parallellt med solokarriären har han skrivit sånger och hela album för många andra artister. De flesta sångerna på Céline Dions skiva D'eux, som är det bäst säljande franskspråkiga albumet i historien, är skrivna av Jean-Jacques Goldman.
Han utexaminerades från EDHEC Business School.

## Diskografi
- 1997 – En passant